# Пекановий пиріг

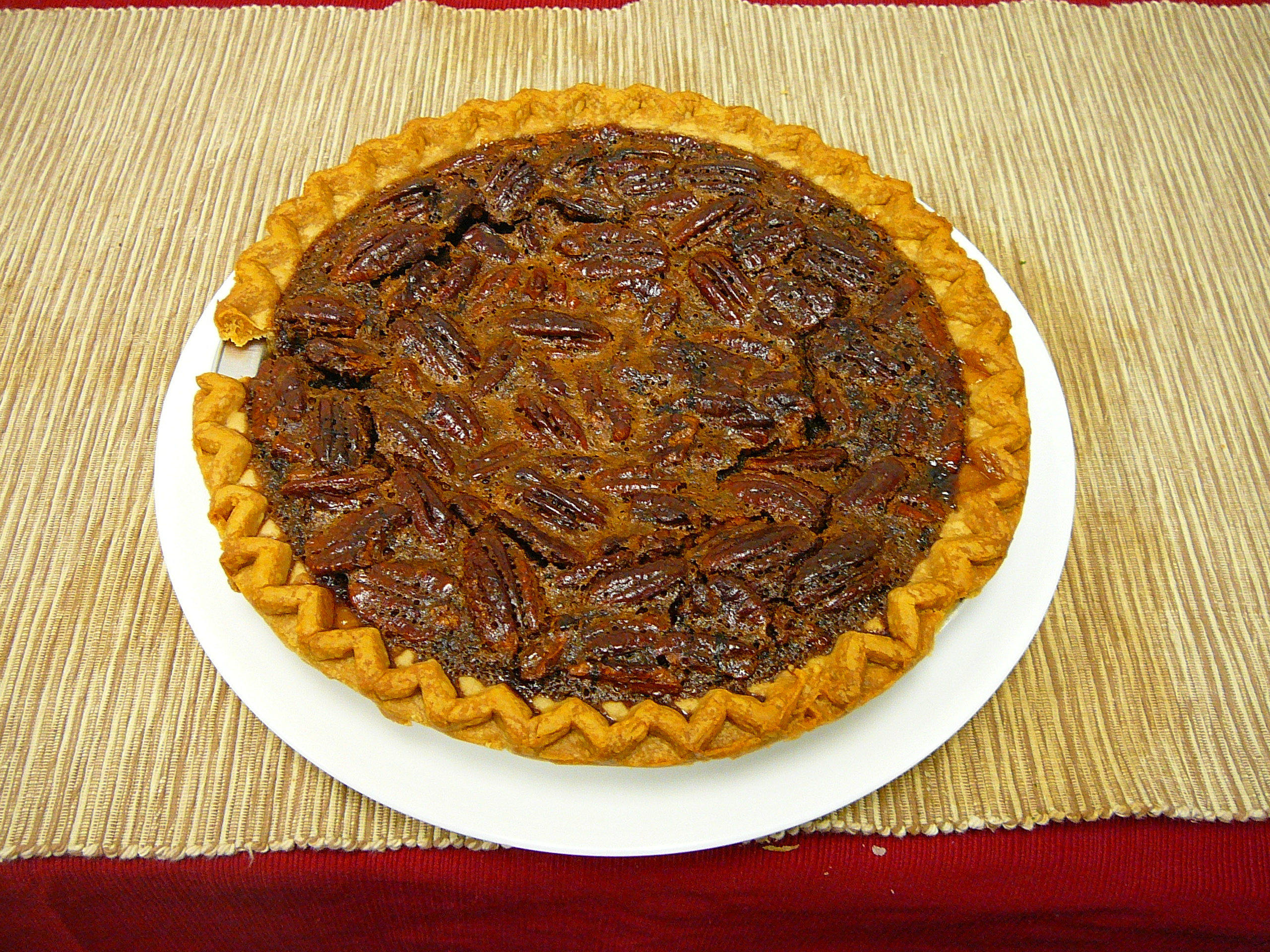

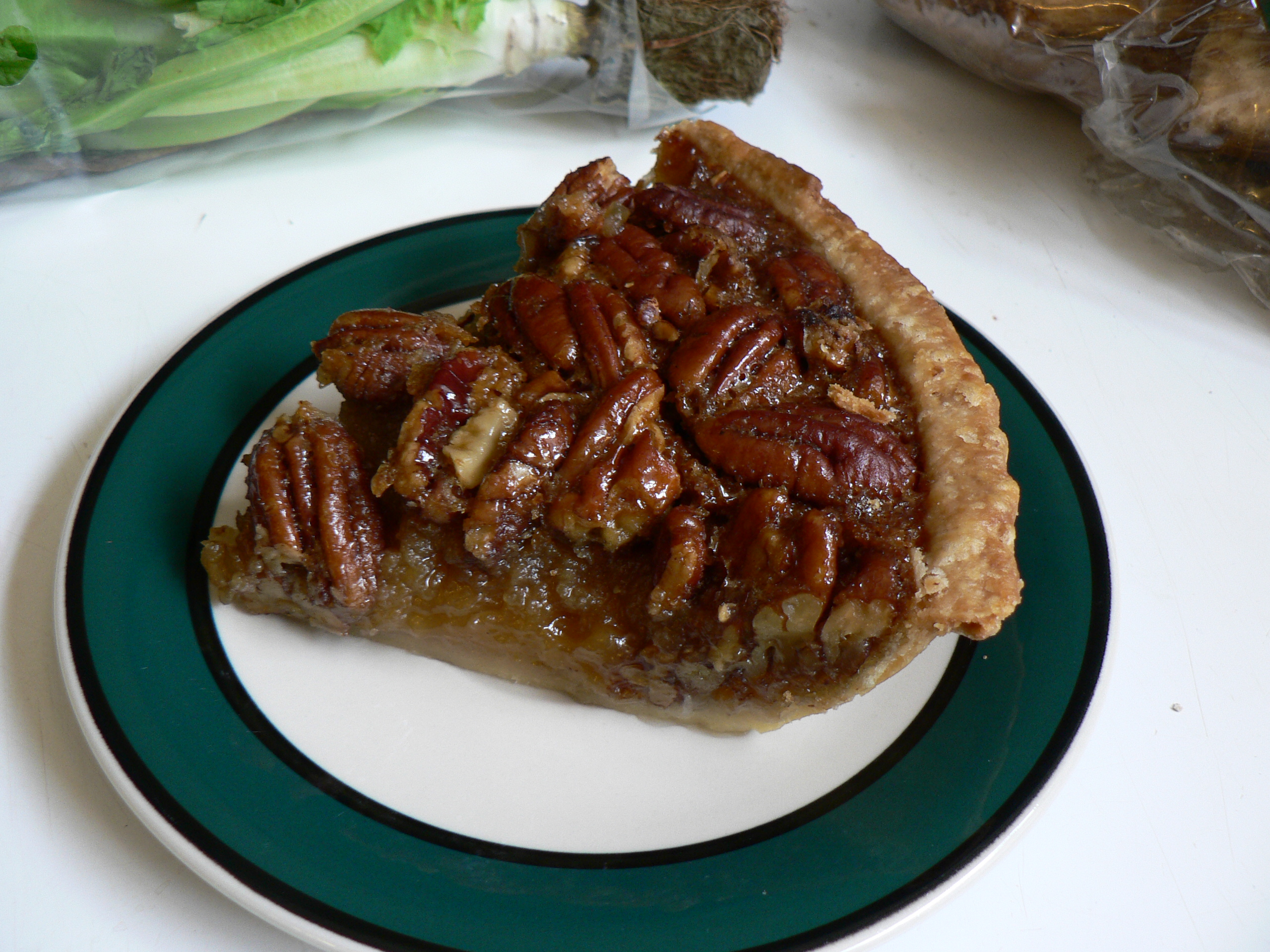

Пека́новий пирі́г — пиріг із солодкого заварного крему, що готується переважно з кукурудзяного сиропу та горіхів пекан. Страва популярна у США на такі свята як День подяки та Різдво. Пиріг вперше почали готувати французькі колоністи в Новому Орлеані, коли вони дізналися про цей горіх від індіанців, через що зараз пиріг часто асоціюється з південними штатами США.
Зазвичай в пекановий пиріг додають, як смакові добавки, сіль та ваніль, а часом також шоколад і віскі. Пиріг часто подається зі збитими вершками.